# لويس سيلفا بارا
لويس سيلفا بارا هو عازف جاز إكوادوري، ولد في 9 فبراير 1931، وتوفي في 30 ديسمبر 2015 بسبب سرطان الكبد.